# Gintautas Bartkus
Gintautas Bartkus (ur. 13 czerwca 1966) – litewski prawnik, adwokat i polityk, minister sprawiedliwości w latach 2000–2001.

## Życiorys
W 1989 ukończył studia na Wydziale Prawa Uniwersytetu Wileńskiego. Odbył staże naukowe na Uniwersytecie Helsińskim (1991), Uniwersytecie w Aalborgu (1995), Université Jean-Moulin-Lyon-III (1996) oraz w instytucjach Unii Europejskiej (2000).
Od 1989 pracuje jako wykładowca na Wydziale Prawa Uniwersytetu Wileńskiego. W latach 1990–1992 doradzał dyrektorowi Departamentu Narodowości Rządu Republiki Litewskiej. Od 1992 był partnerem w kancelarii adwokackiej "Lideika, Petrauskas, Valiūnas ir partneriai". Brał udział w pracach grupy roboczej ds. opracowania kodeksu cywilnego.
9 listopada 2000 objął stanowisko ministra sprawiedliwości. Funkcję sprawował do 12 lipca 2001.
Po odejściu ze stanowiska ministra pracował w Ernst & Young. W 2004 został partnerem w spółce adwokackiej "Jurevičius, Balčiūnas ir Bartkus". Stanął też na czele rady fundacji Atviros Lietuvos fondas związanej z Open Society Institute George'a Sorosa.